# Henry Devitt
Henry Devitt (1873 – Genf, 1930. december 20.) svájci nemzetközi labdarúgó-játékvezető. Ismert megnevezés H.P. Devitte.

## Pályafutása
A kor gyakorlatának megfelelően Angliából érkezett labdarúgó volt. Kiváló szabályismerete alapján több alkalommal vezetett klubtalálkozót, sportvezetőinek javaslatára az I. Ligában foglalkoztatták játékvezetőként.
A Svájci labdarúgó-szövetség Játékvezető Bizottsága (JB) 1908-ban terjesztette fel nemzetközi játékvezetőnek, a Nemzetközi Labdarúgó-szövetség (FIFA) bíróinak keretébe. Több nemzetek közötti válogatott és klubmérkőzést vezetett. Egy kivételével (Magyarország) kizárólag Svájcban vezetett mérkőzéseket. Az aktív nemzetközi játékvezetéstől 1913-ban búcsúzott. Nemzetközi mérkőzéseinek száma: 9.
A német labdarúgó-válogatott első hivatalos mérkőzését vezette.
| Időpont          | Helyszín               | Mérkőzés típusa     | Mérkőzés          | Eredmény | Nézők száma |
| ---------------- | ---------------------- | ------------------- | ----------------- | -------- | ----------- |
| 1908. április 5. | Landhof Stadion, Bázel | válogatott mérkőzés | Svájc–Németország | 5 : 3    | 3 500       |

## Magyar vonatkozás
| Időpont           | Helyszín                   | Mérkőzés típusa         | Mérkőzés              | Eredmény | Nézők száma |
| ----------------- | -------------------------- | ----------------------- | --------------------- | -------- | ----------- |
| 1911. január 8.   | Hardau Stadion, Zürich     | 30. válogatott mérkőzés | Svájc–Magyarország    | 2 : 0    | 3 000       |
| 1911. november 5. | Üllői út Stadion, Budapest | 33. válogatott mérkőzés | Magyarország–Ausztria | 2 : 0    | 25 000      |

## Külső hivatkozások
- Henry Devitt. World Referee. [2012. október 2-i dátummal az eredetiből archiválva]. (Hozzáférés: 2012. április 9.)
- Henry Devitt. footballzz.com. (Hozzáférés: 2012. április 9.)
- Henry Devitt. eu-football.info. (Hozzáférés: 2012. április 9.)